# Reakcja Michaelisa-Arbuzowa

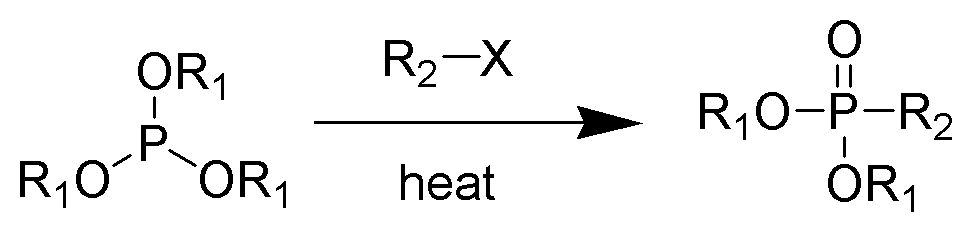
Reakcja Michaelisa-Arbuzowa

Reakcja Michaelisa-Arbuzowa (przegrupowanie Michaelisa-Arbuzowa, reakcja Arbuzowa) – reakcja chemiczna, w której z fosforynów trialkilowych i halogenków alkilowych powstają fosfoniany dialkilowe (związki fosforoorganiczne, zawierające wiązanie C-P).
Reakcja ta została odkryta w roku 1898 przez Augusta Michaelisa, a następnie dokładnie zbadana przez rosyjskiego chemika Aleksandra Arbuzowa. Dla prostych reagentów reakcję przeprowadzić można ogrzewając pod chłodnicą zwrotną mieszaniną substratów bez rozpuszczalnika, po czym produkty izoluje się za pomocą destylacji. Reakcja przebiega zazwyczaj bez katalizatora.
Reakcja Michaelisa-Arbuzowa zachodzi nie tylko dla fosforynów trialkilowych, lecz także dla szeregu innych substratów i może być wykorzystana do wytwarzania, obok C-fosfonianów (RP(O)(OR)2), także m.in. fosfinianów (R2P(O)(OR)) i tlenków fosfin (R3PO) oraz ich pochodnych (gdzie R to niepodstawiona lub podstawiona reszta alkilowa lub arylowa). Reakcja ta omówiona została w kilku pracach przeglądowych.

## Mechanizm reakcji
Reakcja Michaelisa-Arbuzowa jest reakcją egzotermiczną, w której siłą napędową jest powstawanie silnego wiązania fosforylowego P=O. Wiąże się to z zyskiem energetycznym rzędu 32–65 kcal/mol. 
Reakcja zapoczątkowywana jest atakiem nukleofilowym fosforynu (1) na halogenek alkilu (2) (reakcja SN2) z wytworzeniem soli fosfoniowej (3). Potwierdzone to zostało przez scharakteryzowanie stabilnych soli fosfoniowych w przypadkach, gdy drugi etap reakcji nie mógł zachodzić. Mechanizm ten jest zgodny z obserwacją, że halogenki arylowe i winylowe, mało reaktywne w reakcji substytucji nukleofilowej, są mniej podatne na reakcję z fosforynami.
Etap drugi procesu to dealkilacja soli fosfoniowej. Jon halogenkowy powstały w pierwszym etapie reakcji atakuje węgiel α jednej z grup alkoksylowych soli 3 z wytworzeniem alkilofosfonianu 4 i halogenku alkilu 5. Etap ten może zachodzić według mechanizmu SN2, co potwierdza inwersja konfiguracji obserwowana dla chiralnych grup R1, jednak dla grup R1 zdolnych do tworzenia stabilizowanych karbokationów postuluje się reakcję typu SN1.
W przypadku gdy R1 = R2, halogenek alkilu 2 jest regenerowany w drugim etapie reakcji i pełni rolę katalizatora, a sam proces ma charakter przegrupowania:
P(OR)3 → R-P(O)(OR)2

## Reaktywność substratów
Podatność halogenków 2 na reakcję Michaelisa-Arbuzowa jest zgodna z ich reaktywnością w substytucji SN2:
RC(O)X > RCH2X > RR'CHX >> RR'R"CX
oraz
RI > RBr > RCl (fluorki zazwyczaj dają inne produkty w warunkach reakcji Michaelisa-Arbuzowa)
Komponent fosforowy łatwiej reaguje z organohalogenkami, gdy zawiera grupy elektrodonorowe. Reaktywność związków fosforowych układa się w następujący szereg:
RO–P(NR2)2 > RO–PR2 > RO–PAr2 > RO–P(OR)2 >  RO–P(OAr)2
gdzie R = alkil, Ar = aryl

## Inne reakcje
W przypadku α-bromo- i α-chloroketonów produktami reakcji nie są alkilofosfoniany, lecz fosforany winylowe. Reakcja znana jest jako reakcja Perkowa i różni się od reakcji Michaelisa-Arbuzowa innym mechanizmem drugiego etapu. α-Jodoketony natomiast reagują według mechanizmu Michaelisa-Arbuzowa, z wytworzeniem β-ketofosfonianów. 
Odmianą reakcji Michaelisa-Arbuzowa jest reakcja Michaelisa-Beckera, w której substratami fosforowymi są H-fosfoniany dialkilowe aktywowane silnymi zasadami:
(RO)2P(H)O + NaH → (RO)2PONa + H2↑
(RO)2PONa + R'X → R'P(O)(RO)2 + NaX
Reakcja ta zachodzi w warunkach łagodniejszych niż reakcja Michaelisa-Arbuzowa i pozwala na otrzymywanie C-fosfonianów także dla grup R i R' o dużej zawadzie przestrzennej.

## Przykładowe procedury syntetyczne
- Ford-Moore, A. H.; Perry, B. J. "Diisopropyl methylphosphonate", Organic Syntheses, Coll. Vol. 4, s. 325 (1963); Vol. 31, s. 33 (1951).
- Davidsen, S. K.; Phllips, G. W.; Martin, S. F. "Geminal acylation-alkylation at a carbonyl center using diethyl N-benzylideneaminomethylphosphonate: 2-methyl-2-phenyl-4-pentenal", Organic Syntheses, Coll. Vol. 8, s. 451 (1993); Vol. 65, s. 119 (1987).
- Enders, D.; von Berg, S.; Jandeleit, B. "Diethyl [(phenylsulfonyl)methyl]phosphonate", Organic Syntheses, Coll. Vol. 10, s. 289 (2004); Vol. 78, s. 169 (2002).